# Soulignac
Soulignac ist eine französische Gemeinde mit 414 Einwohnern (Stand: 1. Januar 2022) im Département Gironde in der Region Nouvelle-Aquitaine (vor 2016 Aquitaine). Sie gehört zum Arrondissement Langon und zum Kanton L’Entre-deux-Mers. Die Einwohner werden Soulignacais genannt.

## Geographie
Soulignac liegt im Weinbaugebiet Entre deux mers, 20 Kilometer nördlich von Langon. An der östlichen Gemeindegrenze verläuft das Flüsschen Euille. Nördlich und nordöstlich der Gemeinde liegt Targon, östlich Ladaux, östlich und südöstlich Escoussans, südlich und südwestlich Rions, südwestlich und westlich Cardan sowie westlich und nordwestlich Capian.

## Bevölkerungsentwicklung
| Jahr                      | 1962 | 1968 | 1975 | 1982 | 1990 | 1999 | 2008 | 2020 |
| Einwohner                 | 446  | 480  | 419  | 407  | 402  | 424  | 458  | 419  |
| Quelle: Cassini und INSEE |      |      |      |      |      |      |      |      |

## Sehenswürdigkeiten
- Kirche Saint-Genès aus dem 16. Jahrhundert, Monument historique seit 1925

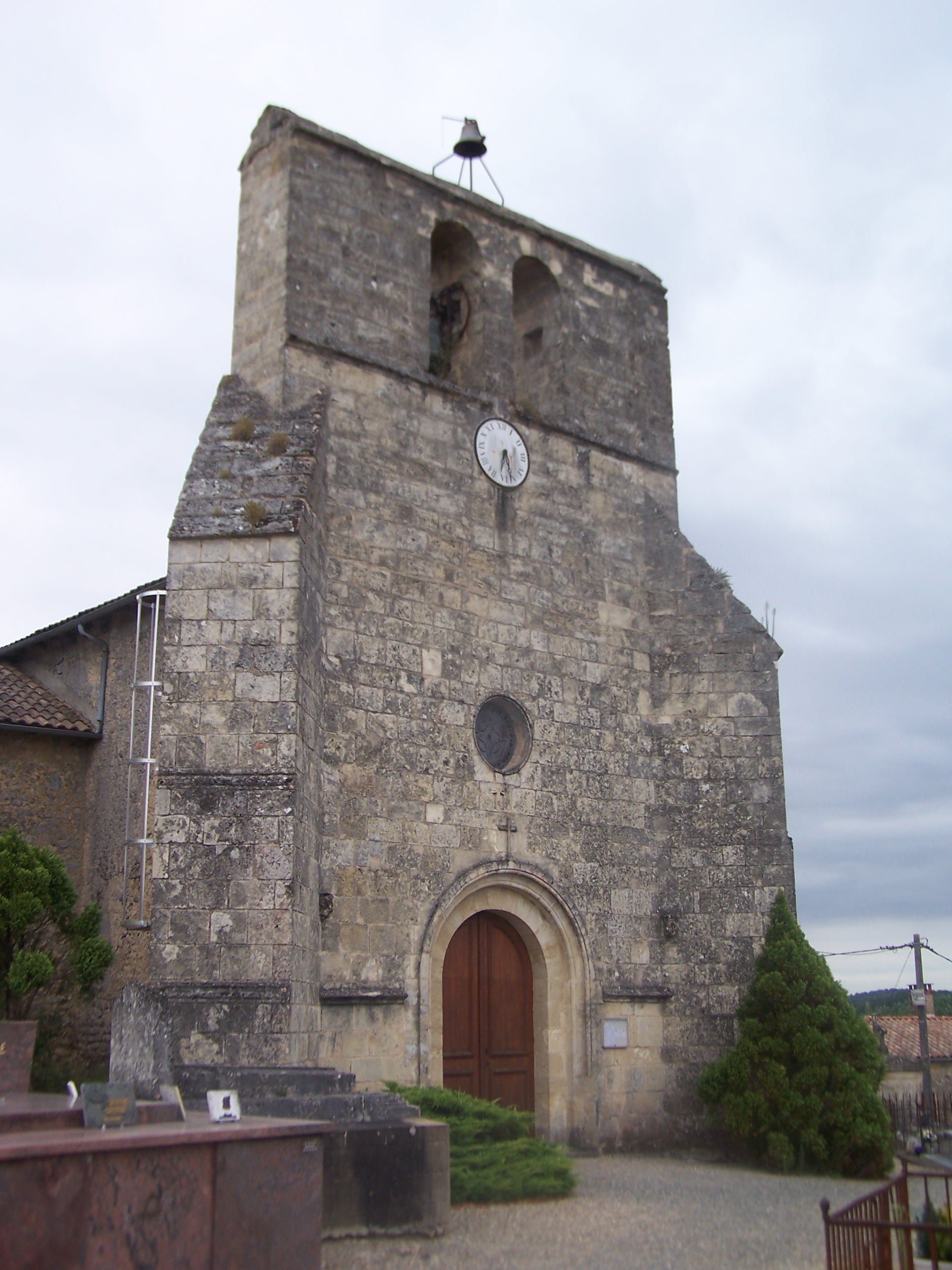
Kirche Saint-Genès